# César d'Este
César d'Este (em italiano:  Cesare d'Este; Ferrara, 8 de outubro de 1562 – Módena, 11 de dezembro de 1628) foi duque de Módena e Régio de 1597 até sua morte. Foi também duque de Ferrara na sucessão do primo Afonso II d'Este de 1597 a 1598 e ainda senhor de Rovigo.
Era neto de Laura Dianti, amante de Afonso I d'Este (1508-1559) antes de ser finalmente sua terceira esposa quando enviuvou de Lucrécia Bórgia. Era filho de outro Afonso d'Este (1527-1587), filho natural de Afonso I, feito Marquês de Montecchio em 1562, que casou em 1549 com Júlia Della Rovere (1527-1563) de quem teve cinco filhos e em 1584 com Violante Signa (1546-1609).
Casou em 1586 com Virgínia de Médici, (morta em 1615), filha de Cosme I de Médici, grão-duque da Toscana. Inaugurou a linhagem dos duques de Módena (1597-1628), pois Ferrara tinha sido unida pelo papa aos Estados Pontifícios em 1598, sob o argumento da ilegitimidade de César para suceder. Tiveram dez filhos.

## Módena capital
No momento de tornar-se capital do estado, Módena contava com cerca 20 mil habitantes. Ao fim do século XVI em todo o ducado as manufaturas têxteis atravessavam uma fase favorável, tanto que a arte da lã era a mais importante e se iniciava, tanto em Módena como em Régio, uma forte produção de seda. Notável era também, para a balança de pagamentos, a exportação de vinhos brancos e tintos.

## Descendência

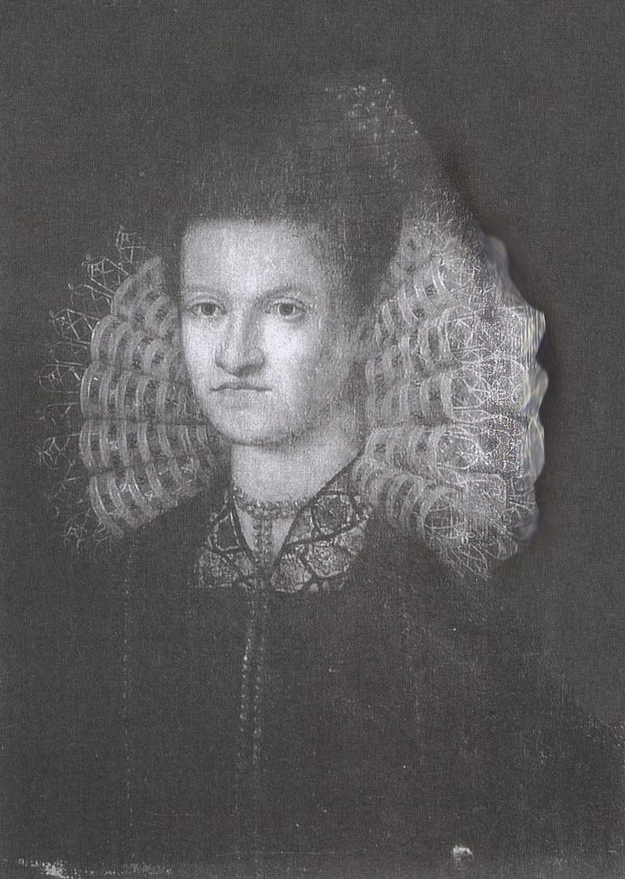
Virgínia de Medici

Do seu casamento com Virgínia de Médici nasceram dez filhos:
1. Júlia (Giulia)  (1588-1645);
2. Afonso III (Alfonso III) (1591-1644), que herdou o Ducado de Módena e Régio onde reinou de 1628 a 1629. Senhor de Rovigo. Abdicou e se tornou monge. Casou em 20 de fevereiro de 1608 com Isabel de Saboia (1591-1626) filha de Carlos Emanuel I, com geração;
3. Luís (Luigi) (1593- ? ), Marquês de Monteccio, marquês de Scandano;
4. Laura (1594-1630), casada com Alexandre I Pico, Duque de Mirandola;
5. Catarina (Cateriana) (1595-1618);
6. Hipólito (Ipolito) (1599-1647);
7. Nicolau (1601-1640), casado com Sveva d'Avalos (1594-1641);
8. Borso (1605-1657). Casou em 1657 com Hipólita, filha bastarda de Luís de Módena, morto em 1656) e tiveram sete filhos, alguns foram marqueses de Scandiano e a mais nova, Angélica (1656-1722) casou-se em 1684 com Emanuel Filiberto de Saboia (morto em 1709), príncipe de Carignano;
9. Floresto (1606-1640);
10. Angélica (morta em 1651), religiosa.